# Melchor Almagro San Martín
Melchor Almagro San Martín (Granada, 12 de abril de 1882-Madrid, 12 de abril de 1947) fue un escritor, diplomático y político español, primo del también escritor Melchor Fernández Almagro.

## Biografía

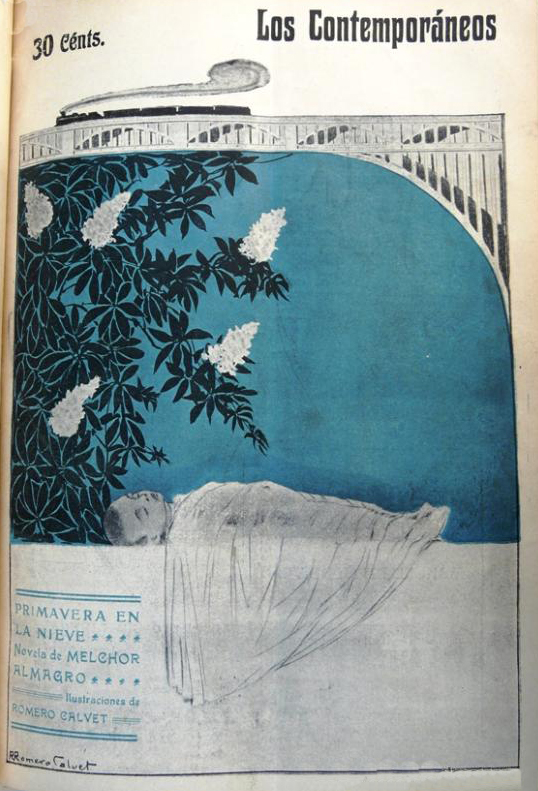
Primavera en la nieve (publicado en Los Contemporáneos, 1910). Portada de Romero Calvet.

Nacido en la ciudad de Granada (donde una calle céntrica lleva el nombre de su padre), era hijo de Pilar San Martín y Melchor Almagro Díaz (1850-1893), prestigioso abogado y político republicano vinculado a Emilio Castelar. Inició la carrera de Derecho en la Universidad de Granada, en cuyo periódico El Defensor de Granada trabajó; allí fue el miembro más joven de la llamada Cofradía del Avellano, una tertulia en la que estaba Ángel Ganivet, pero marchó a Madrid para continuar sus estudios universitarios. Allí trabaría amistad con Ortega y Gasset al tiempo que viajaba a Francia y Heidelberg (Alemania) para completar sus estudios. Ingresó en la carrera diplomática, en que un primer destino le lleva a París. Antes de eso se había lanzado a la política activa. 
En 1909 decide abandonar la política activa, dedicándose casi por entero a la diplomacia. París, Viena, Bucarest y Bogotá son algunos de sus destinos de entonces. En Viena abordó sexualmente a un soldado y éste lo denunció por espionaje, lo que provocó un conflicto diplomático que terminaría costándole la carrera y valiéndole la marginación entre sus compañeros. En 1919 abandonó su trabajo víctima de la caza de brujas a la que fue sometido por su homosexualidad. En 1931 pidió el reingreso en la diplomacia, que no se hizo efectivo. Prosiguió sin embargo su carrera política: en 1936 fue elegido diputado a Cortes por un partido de derechas en Granada, aunque la orden de repetir las elecciones en la ciudad le hizo abandonar posteriormente. Durante parte de la Guerra Civil española, se encuentra en el exilio en Buenos Aires. Murió de diabetes en Madrid en 1947, abandonado y pobre. 

## Trayectoria literaria
Su primera obra, Sombras de vida, prologada por Valle-Inclán, aparecida en Madrid en 1903, ha sido definida por Pere Gimferrer como libro entre los más bellos y personales de la prosa modernista hispana. También Luis Antonio de Villena ha escrito sobre el modernismo brillante que este libro parecía augurar. Además de Sombras de vida compuso Biografía del 1900, un libro de relatos magistrales del decadentismo, La guerra civil española, un brillante análisis sobre la contienda, La pequeña historia, sobre las anécdotas que hay tras los grandes hechos, y Teatro del mundo: recuerdos de mi vida, unas memorias que no llegó a concluir.
Tras volver a Madrid en los años cuarenta, destaca su faceta de periodista y escritor. Colabora con prestigiosos periódicos como ABC, La Esfera y El Imparcial a la vez que dedica una serie de libros a la historia reciente del país, desde el año 1900, enfocada en los reinados de los Borbones. 
Su estilo destaca por su brillante expresividad y por las dotes de observación del autor, que retrata cumplidamente la sociedad española del momento. Hombre de su época, en su trabajo como escritor (más cultivado en las postrimerías de su vida) dejaría constancia de su forma de ser bohemia, frecuentando las tertulias, salones y círculos sociales de la capital de España. Su tumba en Madrid hoy no tiene lápida, mientras que la de su padre es un mausoleo en el cementerio de Granada. Aparece como personaje en la novela de Luis Antonio de Villena Majestad caída (Alianza, Madrid, 2012).

## Obras seleccionadas
- Sombras de vida (1903)
- El verano de los membrillos (1925) -Novela corta-
- Biografía del 1900 (1943). Reed.: Biografía del 1900, ed. de Amelina Correa Ramón, Col. Biblioteca de Graanda, Granada, Universidad de Granada, 2013.
- La Guerra Civil española (1940).
- Bajo los tres últimos Borbones. Retratos, cuadros, intimidades (1945).
- Crónica de Alfonso XIII y su linaje (1946), con prólogo de Gregorio Marañón.
- Teatro del mundo. Recuerdos de mi vida (1947).
- La pequeña historia. Cincuenta años de vida española (1880-1930) (1954).